# ヒルクレストの娘たち
ヒルクレストの娘たち（ひるくれすとのむすめたち、The Quantocks Quartet、もしくはThe Sisters of Quantock Hill）は、イギリスの小説家・ルース・エルウィン・ハリス（Ruth Elwin Harris）による、児童文学作品のシリーズ名である。

## 概要
現在、日本では脇明子の翻訳により岩波書店より第4巻まで発売されており、全6巻の予定で執筆されている。
1. 丘の家のセーラ（THE SILENT SHORE 1986）
2. フランセスの青春（THE BECKONING HILLS 1987）
3. 海を渡るジュリア（THE DIVIDING SEA 1989）
4. グウェンの旅立ち（BEYOND THE ORCHID HOUSE 1994）

### あらすじ
1910年、イングランドのサマーセットに住むパーゼル家では軍人である父に続いて母も急死したために「ヒルクレスト」と呼ばれる広大な宅地と4人の娘―17歳のフランセス・15歳のジュリア・10歳のグウェン・7歳のセーラが遺された。フランセスの奔走によって母から後見人を依頼された村の牧師であるマッケンジー氏の保護の下で4姉妹と家政婦アニーだけで、それまで通りヒルクレストで暮らしていくことになった。
美術学校に入り画家を目指すフランセス、折りしも勃発した第一次世界大戦に看護婦として従軍するジュリア、戦争に伴って起こったある事件をきっかけにヒルクレストに閉じこもるようになってしまったグウェン、次第に文学の才能に目覚めていくセーラ…第一次世界大戦とその後の社会的変動によって「階級社会」が揺らいでいく時代の中で4姉妹はお互いの絆を大切にしつつもそれぞれの道を見つけて歩いていく事になる…。

### 特徴
この話を「英国版『若草物語』」と評する意見もあるが、共通しているのは主人公が4姉妹である点とメインの時代が戦時中ということ位である。
特に特徴的なのは現行の4巻まででは姉妹それぞれの視点から並行的に描かれている。ある一つの出来事が4姉妹それぞれの視点から語られるため、ある巻の主人公が見た姉妹の姿とその姉妹を主人公とした巻において明かされるその姉妹の思惑が実は違っている事などが4巻通してみて初めて理解できるのである。
今後予定されている5・6巻では構想の膨らみによって当初は予定されていなかった1巻の主人公であるセーラのその後の姿と総集編が組まれることが予定されている。これが完結すれば、パーゼル家の4姉妹が歩んできた1910年から第二次世界大戦前夜までのそれぞれの歩みが浮かび上がって来る筈である。